# Mamoru Mohri
Mamoru Mohri (Yochi, 29 de janeiro de 1948) é um cientista e ex-astronauta japonês.

## Carreira
Formado em Química pela Universidade de Hokkaido, trabalhou dez anos em projetos relativos à fusão nuclear. Em 1985, foi selecionado pela Agência Nacional de Desenvolvimento Espacial do Japão, antecessora da atual JAXA, para treinamento como especialista de carga e astronauta encarregado de experiências com material científico japonês a bordo dos ônibus espaciais. 
Ele voou em sua primeira missão espacial a bordo da STS-47 Endeavour, em setembro de 1992, na função de chefe de cargas do Spacelab, laboratório destinado a experiências no espaço, instalado  no compartimento de carga da Endeavour.
Em fevereiro de 2000, fez sua segunda missão, como integrante da tripulação da STS-99, também na nave Endeavour.

Em 2007, dirigia o Museu Nacional de Novas Ciências, em Tóquio.